# 丰田Innova
丰田Innova（有时译作伊诺、英諾娃）是一款丰田在东南亚、印度、中东等地区推出的MPV车型。它属于丰田IMV计划的一部分，计划同时包含丰田Hilux皮卡和丰田FortunerSUV，该系列主要瞄准新兴国家市场。丰田Innova从2004年开始在印度尼西亚生产，印尼官方名称则为Toyota Kijiang Inova。丰田Innova在台湾则被视作丰田瑞狮的后继商用車车型，台湾丰田给予Innova口号为“力挺头家出头天”。
第二代Innova已於2015年第三季度推出，东南亚国家和印度陆续推出第二代。台湾则因市場要求低而未引進第二代Innova，且第一代Innova在2016年5月停产。

### 车名由来
Innova这个名字来自Innovation（创新）。

## 第一代（AN40；2004年）

### 引擎
Innova分别采用三种引擎，皆为直列四缸引擎：丰田TR引擎系列的2.0L 1TR-FE VVT-i、2.7L 2TR-FE VVT-i以及丰田KD引擎系列使用柴油的2KD-FTV。值得一提的是，2011年的改款Innova2.0取消了2.7L的2TR-FE引擎，转而只提供2.0L的1TR-FE引擎，在排气量缩减的前提下，这种引擎在转速5,600转时可输出133匹最大马力，4,000转则可输出18.5公斤米峰值扭力，相较原来经济型、市场竞争性更高。

### 生产
丰田在马来西亚的沙亚南、印尼的雅加达、印度的班加罗尔以及台湾国瑞汽车观音工厂制造装配Innova。

## 第二代（AN140；2015年）

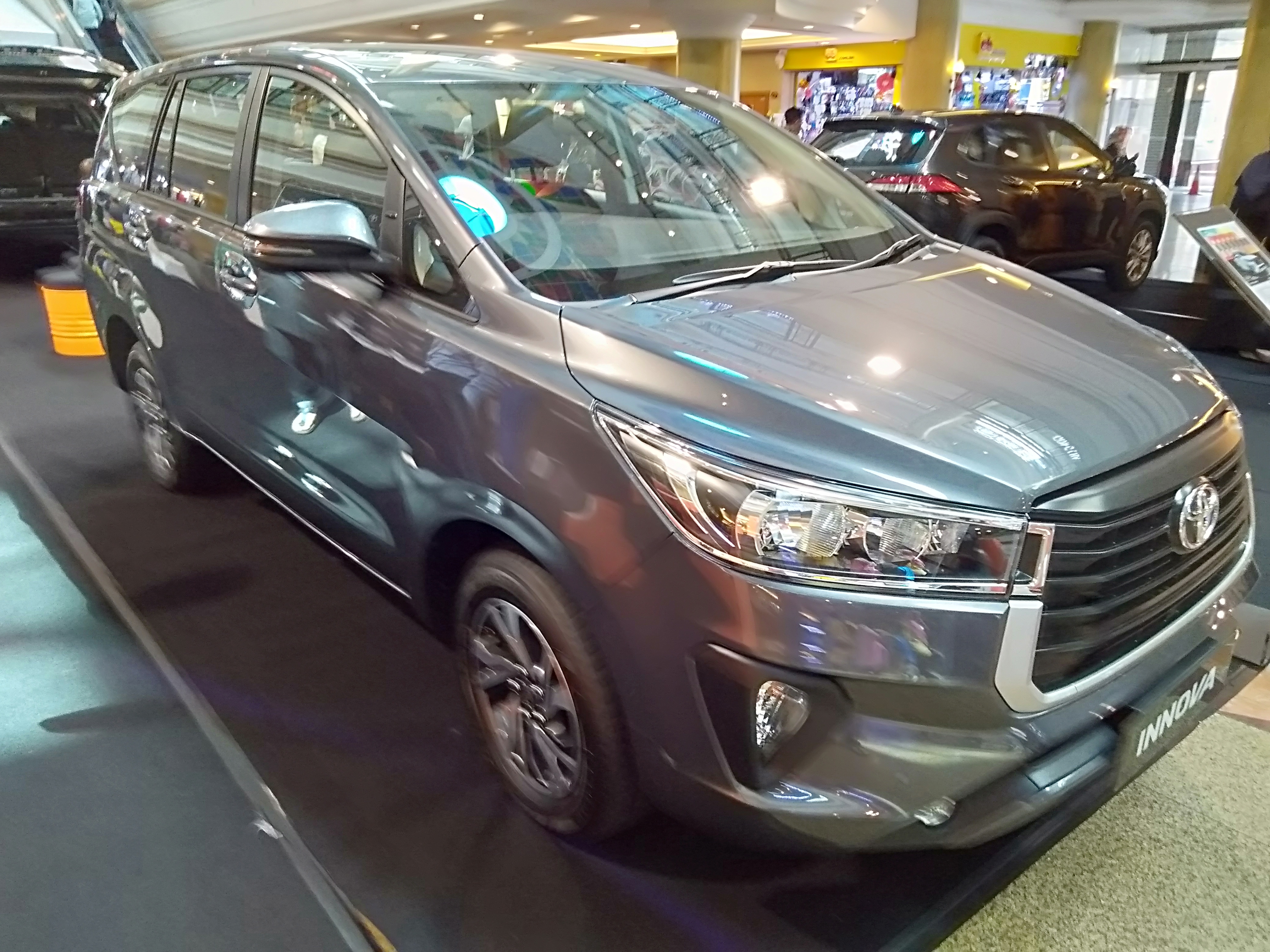
2020 Toyota Innova 2.4 G（GUN142；改款，汶萊）

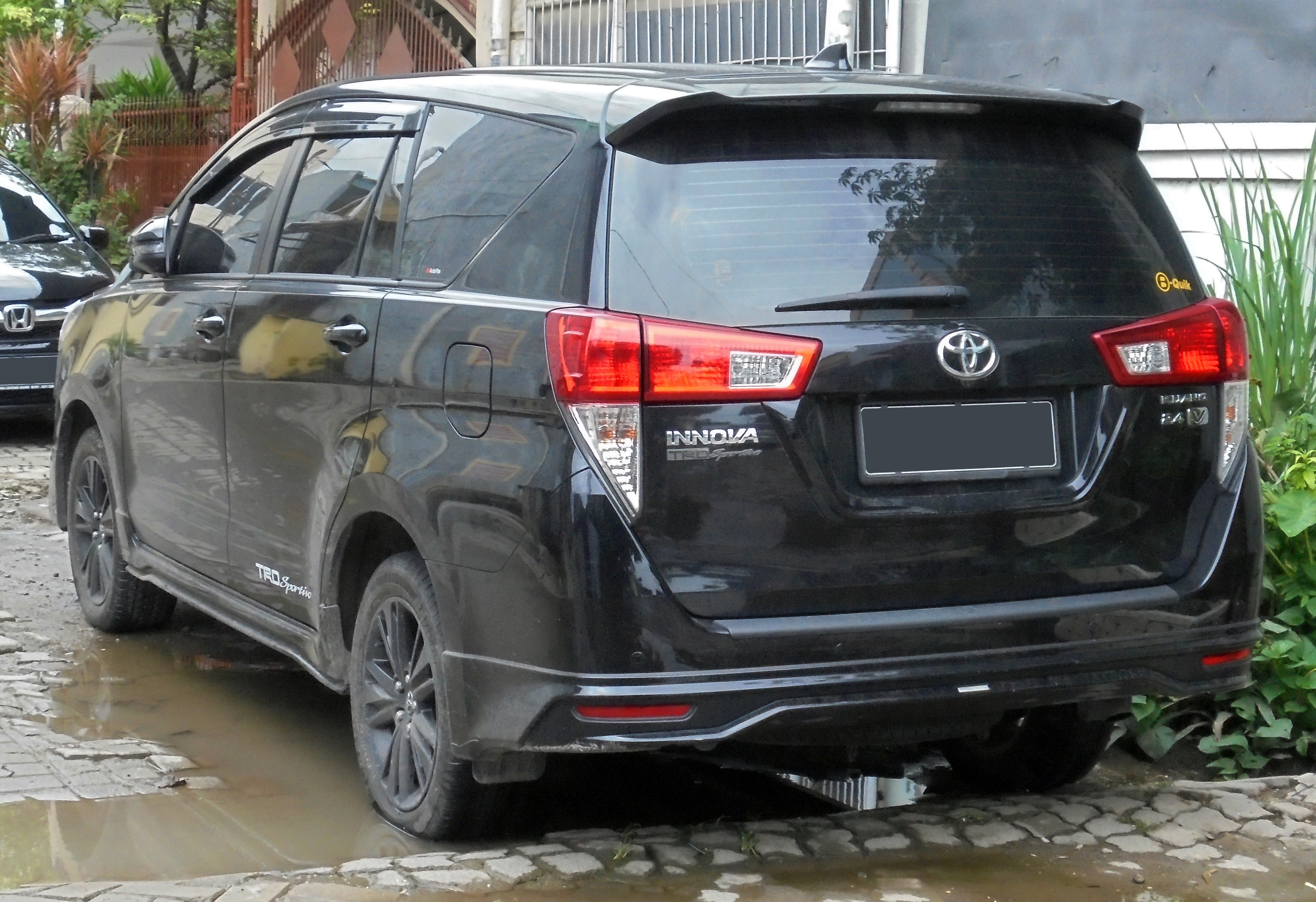
2020 Toyota Innova 2.4 V TRD Sportivo（GUN142R；改款前，印尼）

## 第三代（AG10；2022年）

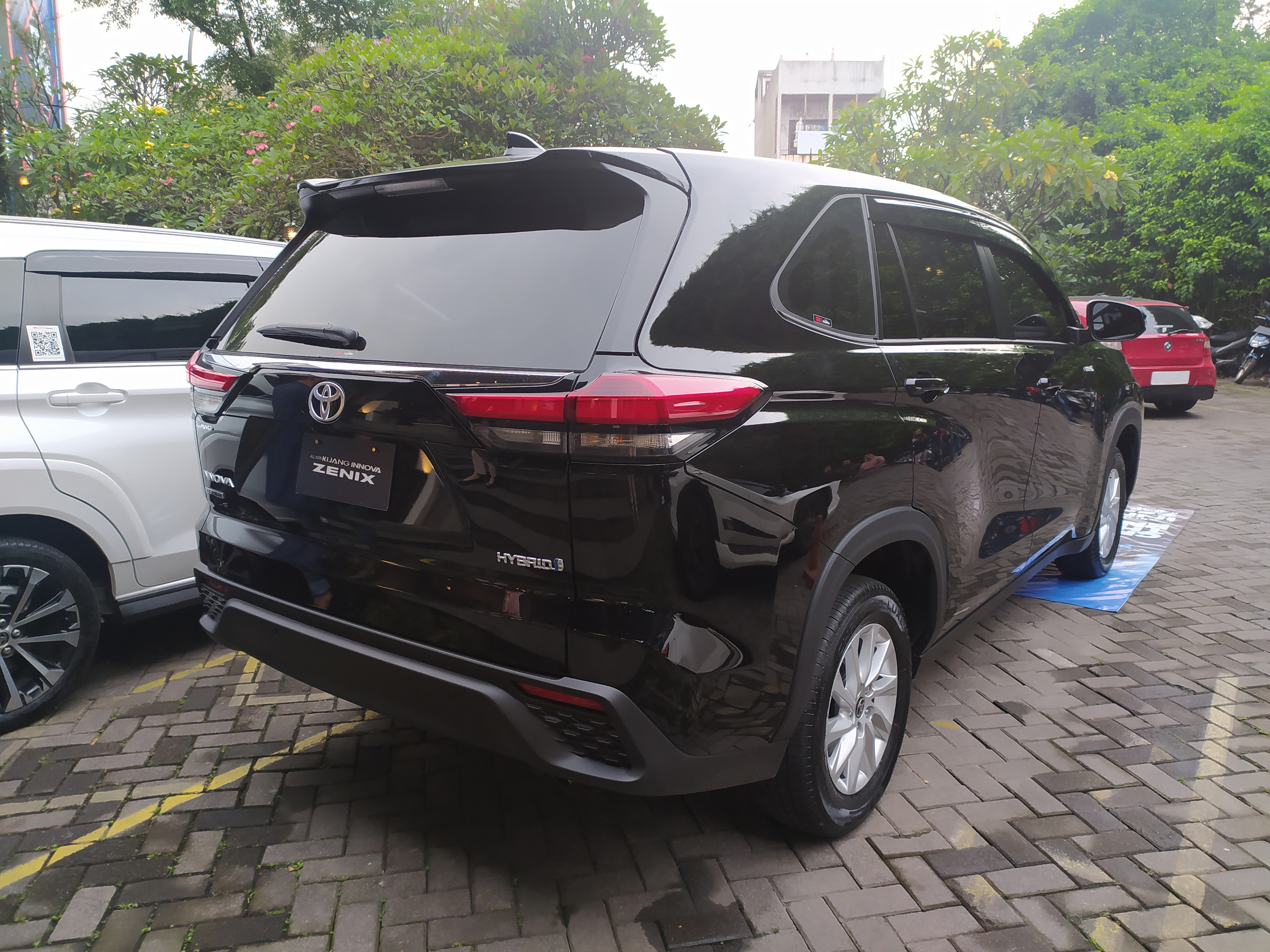
2022 Kijang Innova Zenix 2.0 G Hybrid (MAGH10, 印尼)
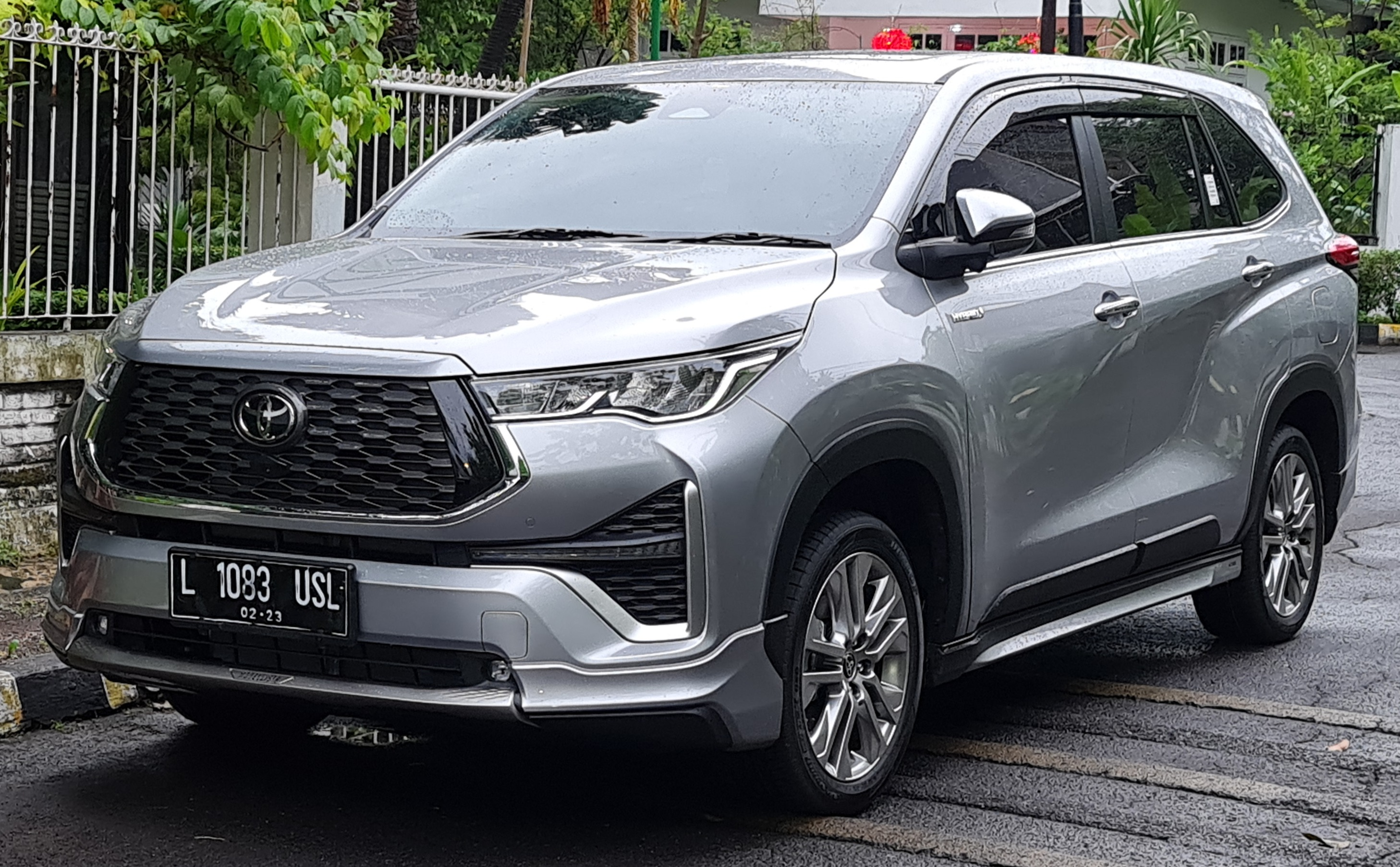
2023 Kijang Innova Zenix 2.0 Q Hybrid with Modellista package (MAGH10, 印尼)
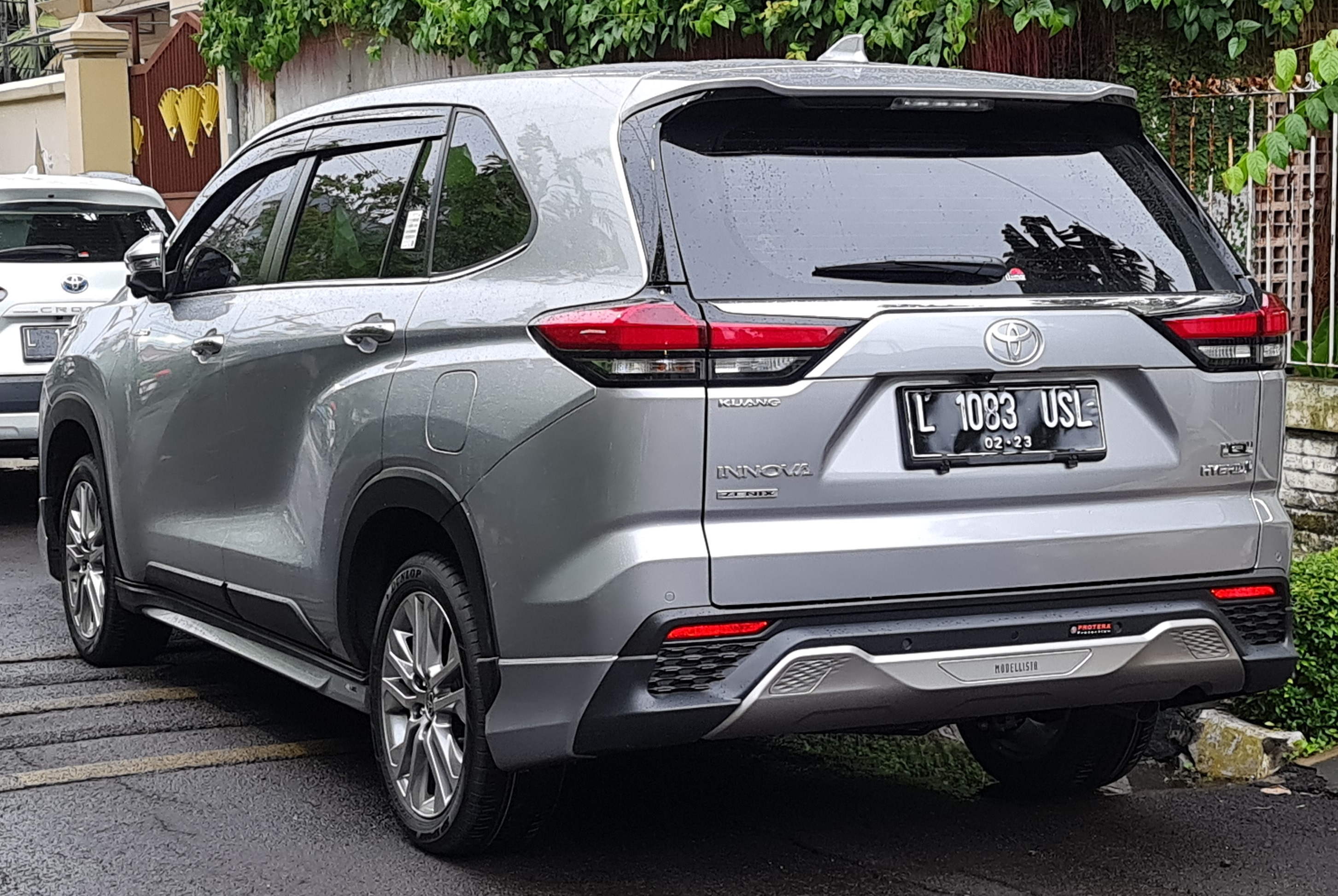
2023 Kijang Innova Zenix 2.0 Q Hybrid with Modellista package (MAGH10, 印尼)
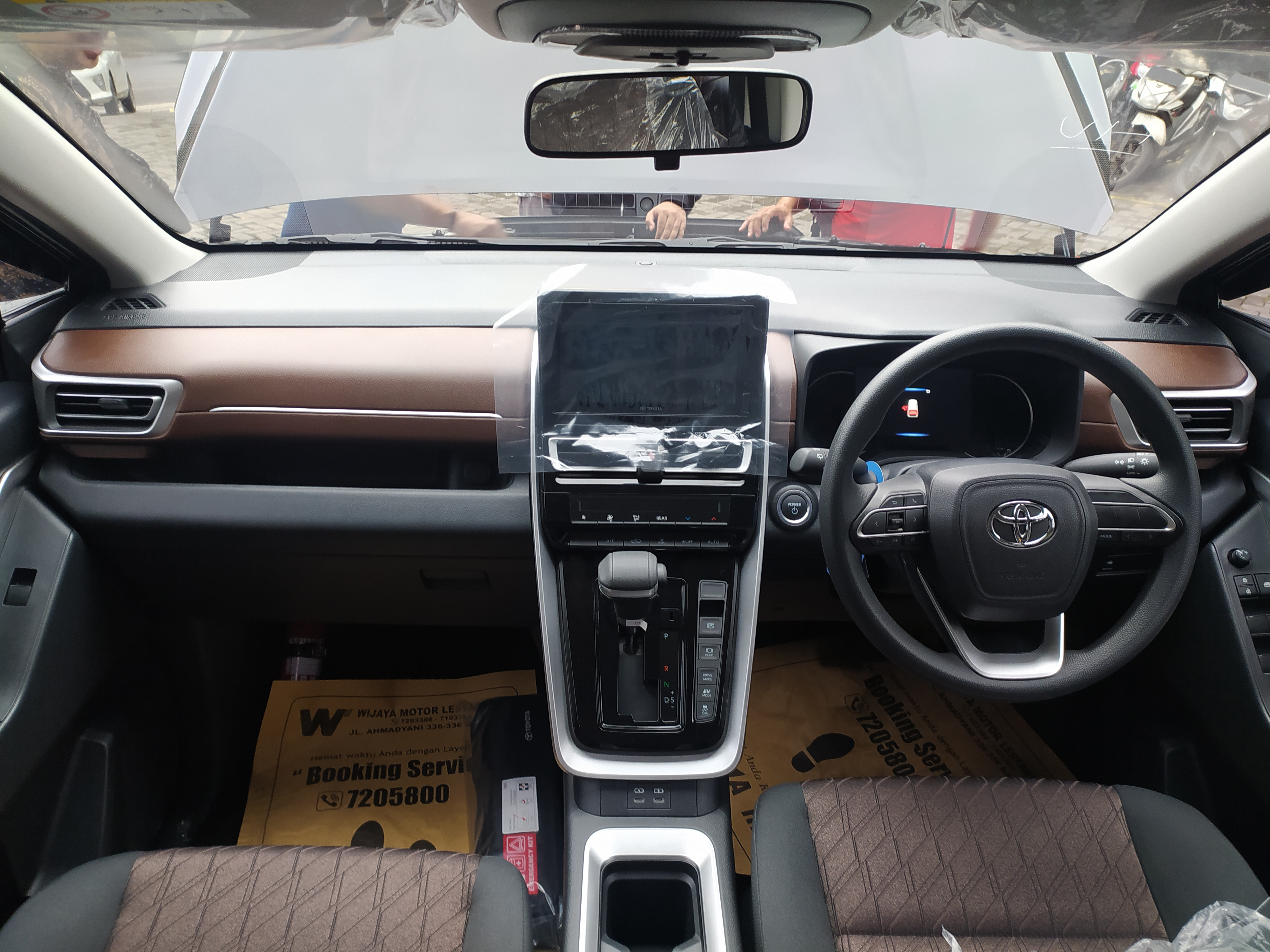
內裝

## 相册

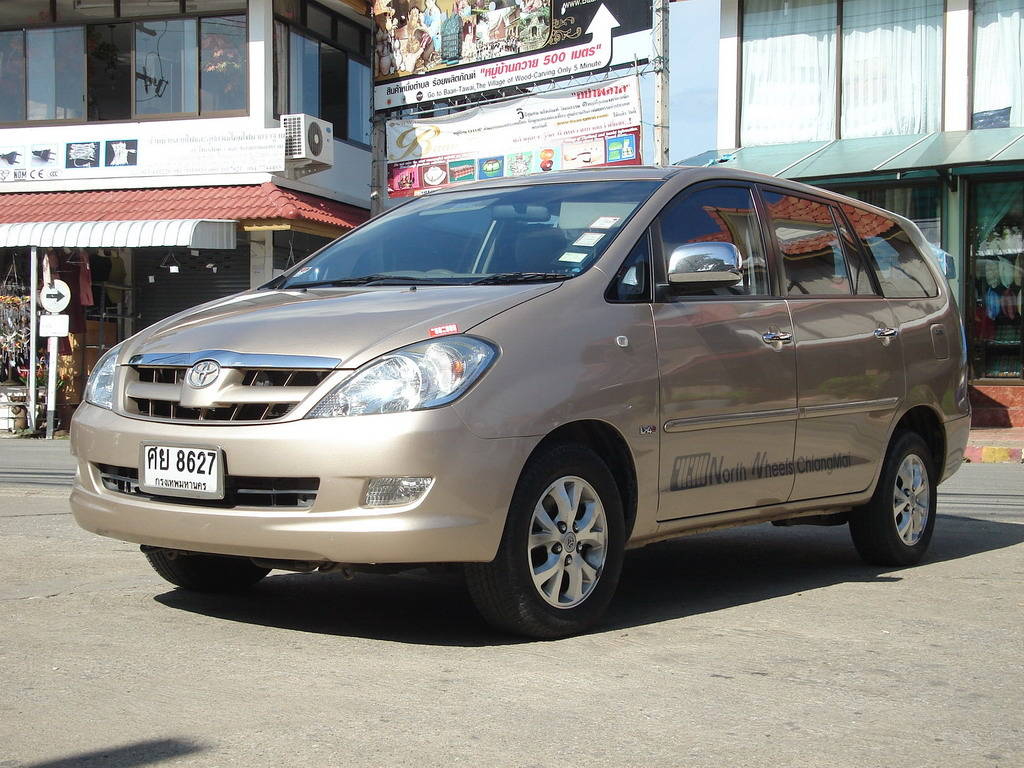
第一代Innova的前部
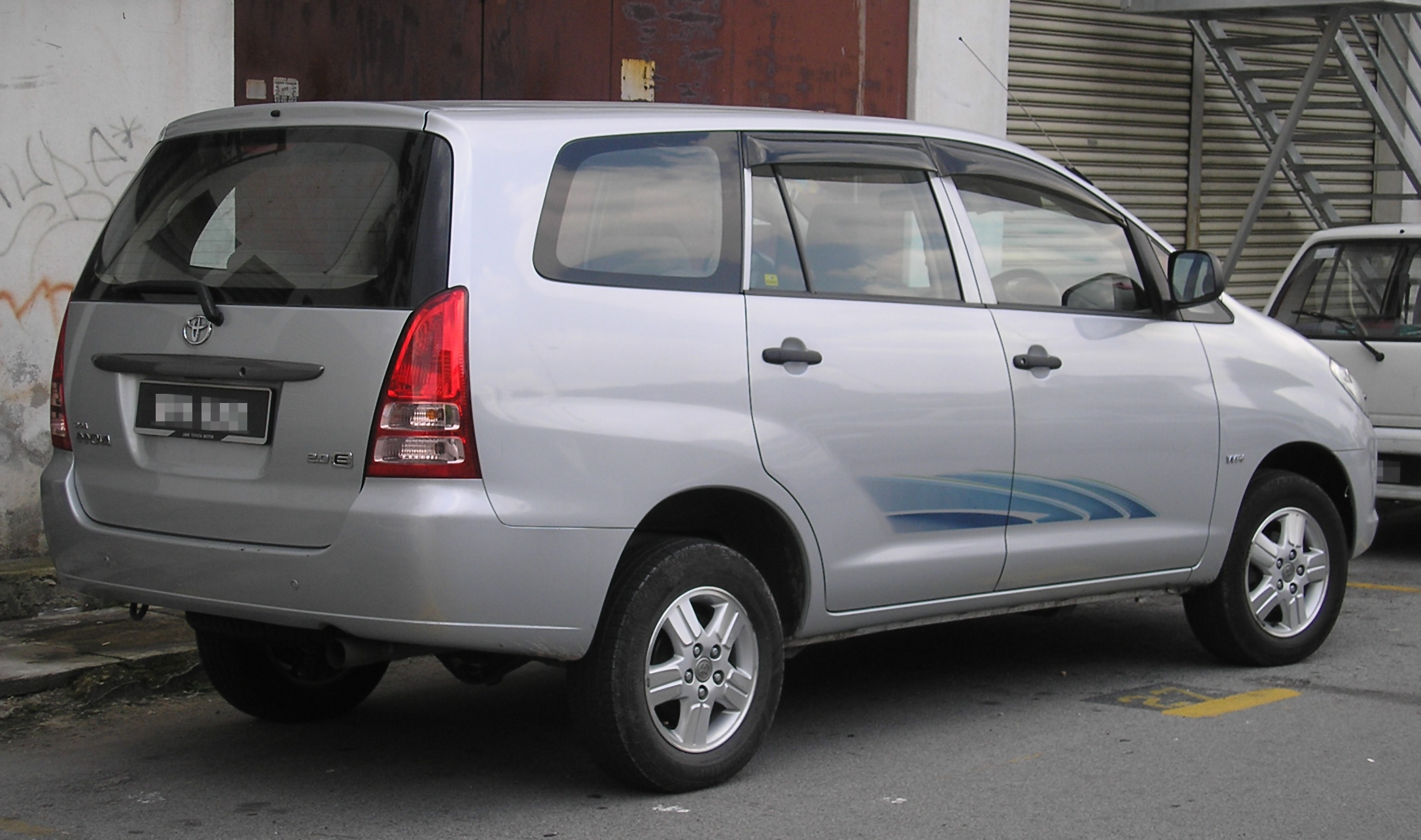
Innova的后部
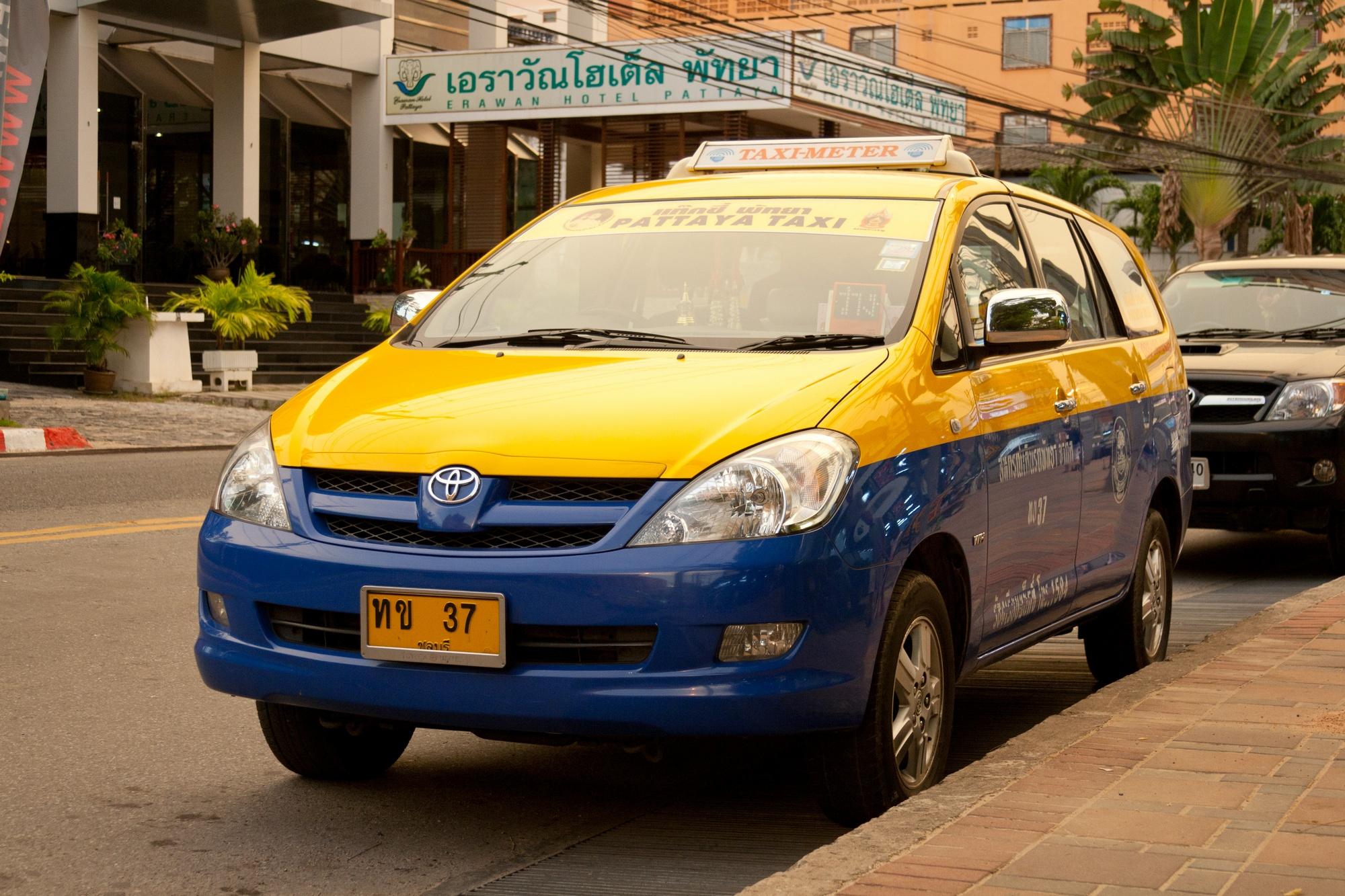
Innova在泰国芭堤雅被用作出租车
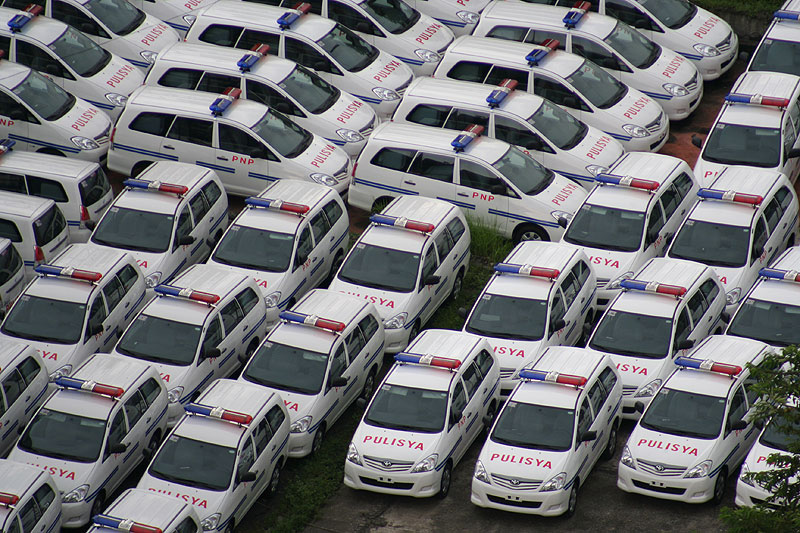
Innova被编入菲律宾国家警察中作为警用车
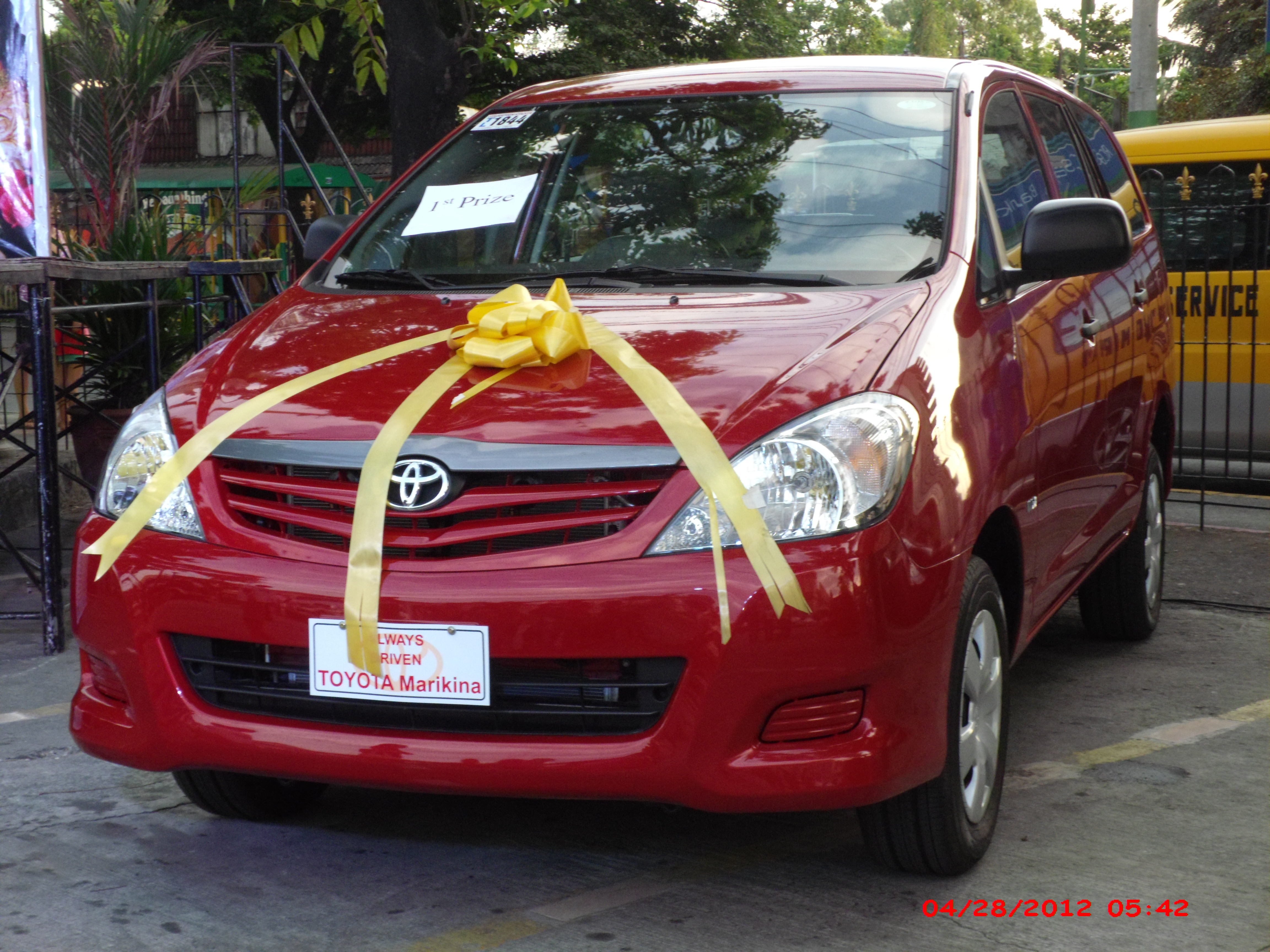
一辆2009年改款Innova
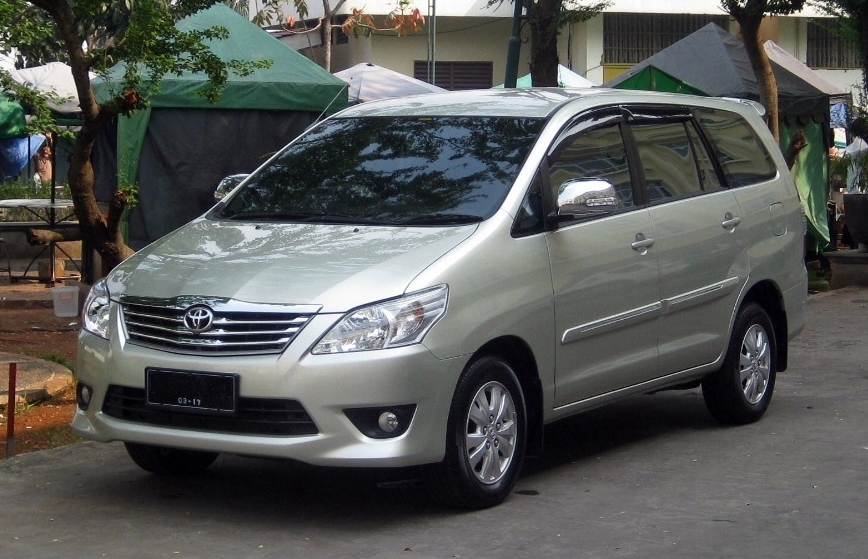
一辆印尼的Kijiang·Innova
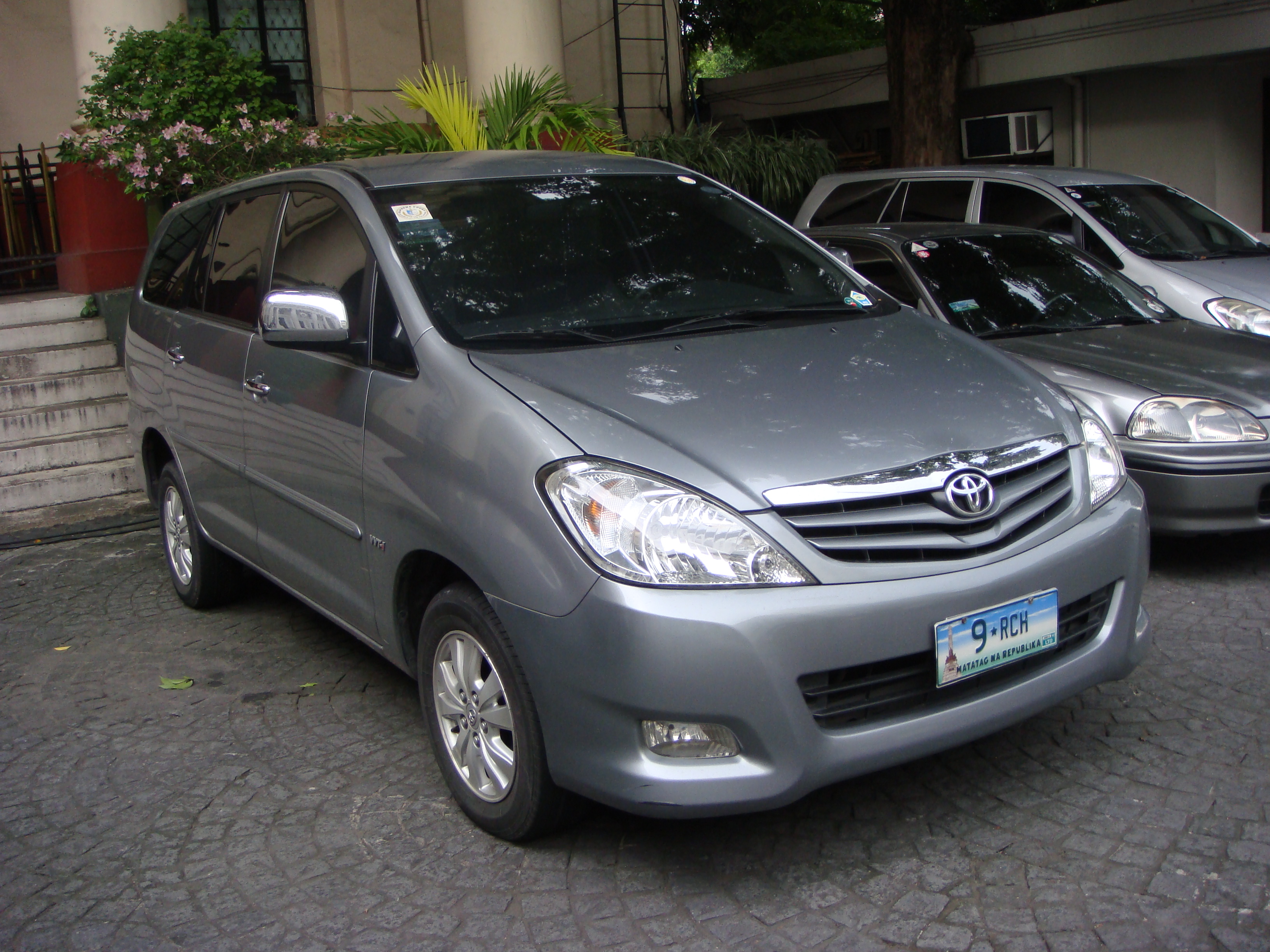
Innova